# Мала Трња
Мала Трња (слч. Malá Tŕňa) насељено је мјесто са административним статусом сеоске општине (слч. obec) у округу Требишов, у Кошичком крају, Словачка Република.

## Становништво
| Година:    | 1994. | 2004.   | 2014.   | 2024.    |
| ---------- | ----- | ------- | ------- | -------- |
| Број људи: | 449   | 451     | 416     | 342      |
| Разлика:   |       | +0,44 % | -7,76 % | -17,78 % |

| Година:    | 2023. | 2024.   |
| ---------- | ----- | ------- |
| Број људи: | 347   | 342     |
| Разлика:   |       | -1,44 % |

Према подацима о броју становника из 2011. године насеље је имало 433 становника.